# Ploskovice

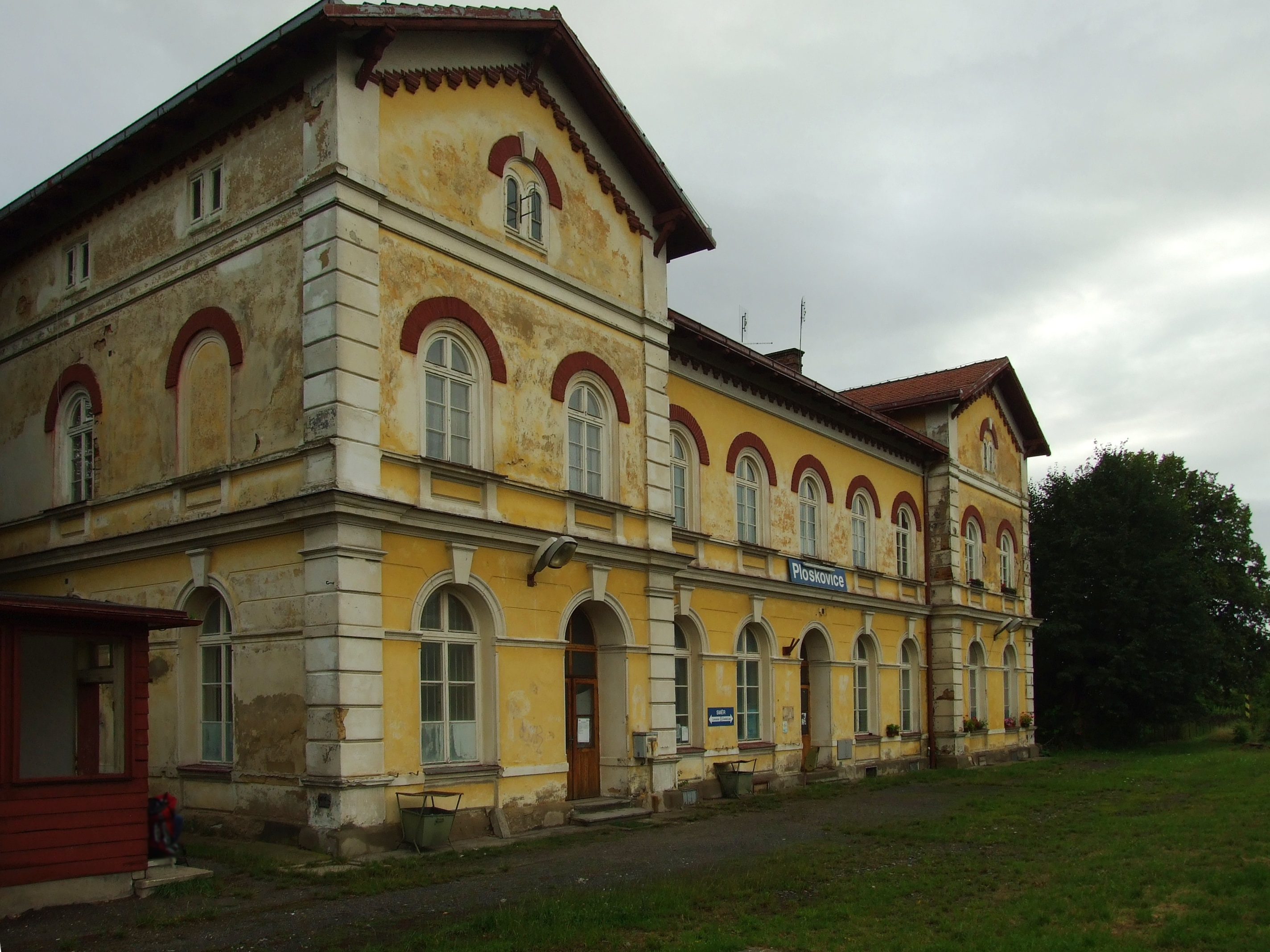
Vue de la gare ferroviaire.

Ploskovice (en allemand : Ploschkowitz) est une commune du district de Litoměřice, dans la région d'Ústí nad Labem, en République tchèque. Sa population s'élevait à 447 habitants en 2021.
Situé en Bohême historique, le village faisait partie jusqu'en 1945 de la région des Sudètes et était peuplé majoritairement d'Allemands.

## Géographie
Ploskovice se trouve à 6 km au nord-est de Litoměřice (l'ancienne Leitmeritz), à 16 km au sud-est d'Ústí nad Labem et à 57 km au nord-nord-ouest de Prague.
La commune est limitée par Třebušín au nord, par Býčkovice à l'est, par Trnovany au sud, et par Žitenice et Chudoslavice à l'ouest.

## Histoire
Entre 1545 et 1575 l'ancienne forteresse fut convertie en château Renaissance, qui souffrit d'incendies pendant la Guerre de Trente Ans. C'est à cette époque que la famille von Schlick devint propriétaire du village. La comtesse Marie-Sidonie von Schlick fit reconstruire le château en 1650. Celui-ci fut acquis en 1663, deux ans avant sa mort, par le duc Jules-Henri de Saxe-Lauenbourg (1586-1665). Il passa ensuite à Anne-Marie-Françoise de Saxe-Lauenbourg (1672-1741), future grande-duchesse de Toscane et épouse de Jean-Gaston de Médicis, qui hérita des terres. Elle en fit sa résidence d'été entre 1720 et 1725, et le reconstruisit en style baroque, puis y accueillit son époux qui ne s'y plut pas et retourna en Italie.
Les terres de Ploschkowitz faisaient partie en 1805 des biens de Maximilien-Joseph du Palatinat-Deux-Ponts (1756-1825) qui devint l'année suivante roi de Bavière sous le nom de Maximilien Ier, et donna ses possessions de Bohême au grand-duc Ferdinand III d'Autriche-Toscane. Le château fut démoli partiellement en 1816.
Le village comptait 200 habitants en 1830 et devint une commune en 1848. Ferdinand Ier d'Autriche en fit sa résidence d'été en 1849, après son abdication et reconstruisit le château. Trois cents familles vivaient des domaines du château et cinq cents travailleurs saisonniers pendant la récolte du houblon. Les Allemands étaient majoritaires au village et les Tchèques dans les hameaux environnants. Le village fut relié en 1898 par le chemin de fer du Nordböhmische Transversalbahn, ou chemin de fer transversal de Bohême du nord. Ploschkowitz comptait 407 habitants en 1907. L'empereur François-Joseph en hérita à la mort de Ferdinand et, en 1916, Charles Ier. François-Joseph mit le château de Ploschkowitz à la disposition de sa petite-fille Élisabeth-Marie, princesse de Windisch-Graetz, qui y mit au monde ses enfants. Le château était spacieux, mais inconfortable, la princesse y résida surtout au printemps et à l'été, jusqu'en 1912.
Le château fut nationalisé après la chute de la monarchie et l'indépendance de la Tchécoslovaquie. Il était la propriété du ministère des Affaires étrangères, puis servit de maison d'accueil pour enfants. Après l'Anschluss de 1938, le château devint une Napola, c'est-à-dire une école de formation du Parti national-socialiste des travailleurs allemands pour le Reichsgau des Sudètes.
Le château est aujourd'hui ouvert au public comme musée.
Václav Havel y a tourné son premier film, Odcházení (Sur le départ), en tant que réalisateur.

### Les Hospitaliers
La première mention écrite du village date de 1057, à l'époque de la fondation de la cathédrale Saint-Étienne de Leitmeritz. Il fut d'abord la propriété du chapitre de la cathédrale, puis à partir de 1188 de l'ordre de Saint-Jean de Jérusalem. Une commanderie y fut installée mais elle fut démantelée en 1421 par le hussite Jean le Borgne. L'empereur du Saint-Empire romain germanique, Sigismond de Luxembourg, en fit don à Jakob de Wrzessowitz qui donna naissance à la famille des Plossowski de Drahonitz.

## Administration
La commune se compose de cinq quartiers :
- Maškovice
- Ploskovice
- Starý Mlýnec
- Těchobuzice
- Vinné

## Patrimoine
- Château baroque construit entre 1720 et 1725, selon les plans d'Octavio Broggio, par Kilian Ignace Dientzenhofer  et Wenzel Spatschek. Il sert souvent de décors à des cinéastes recherchant une ambiance rococo[5].

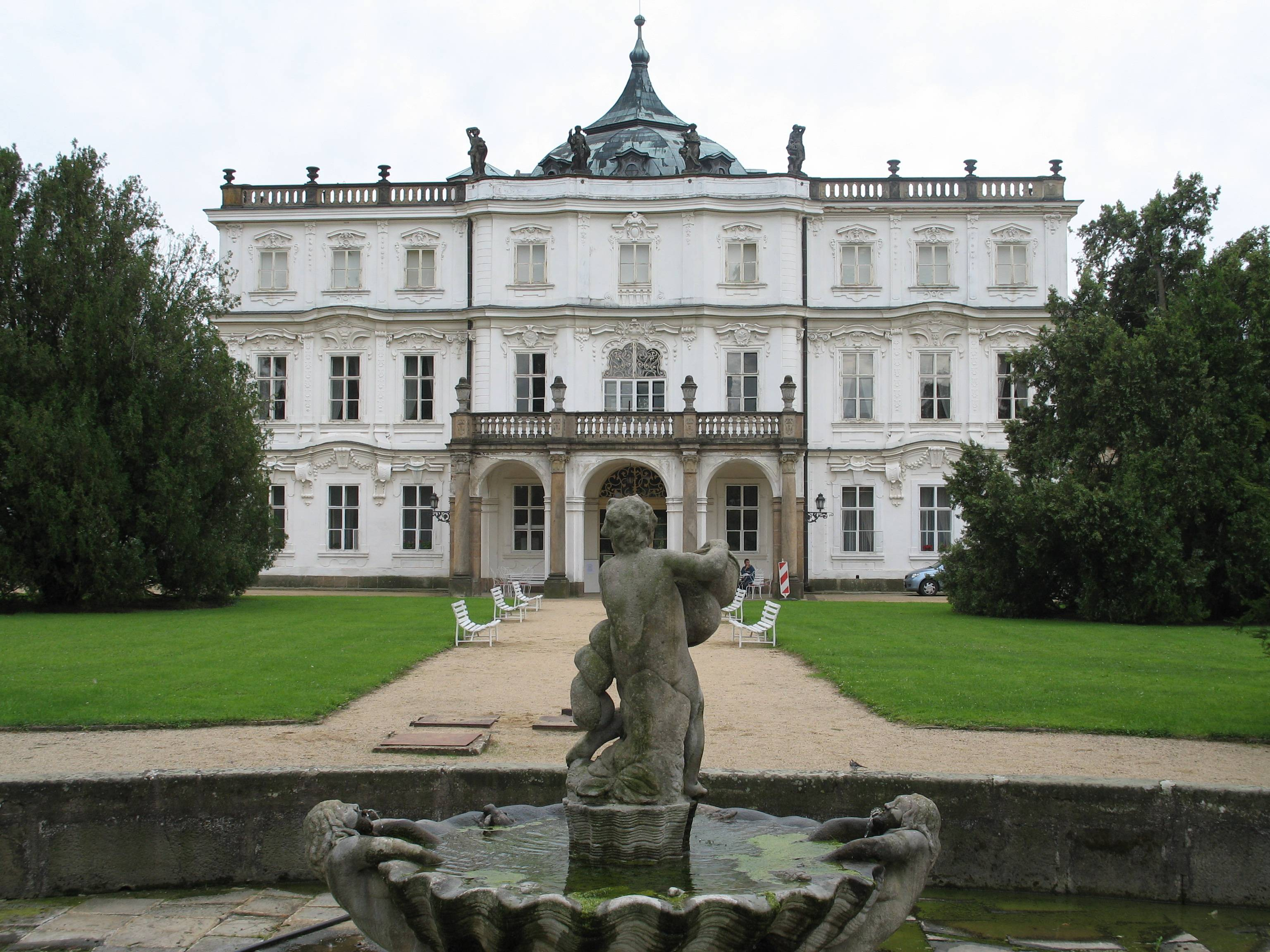
Château de Ploschkowitz puis Ploskovice.
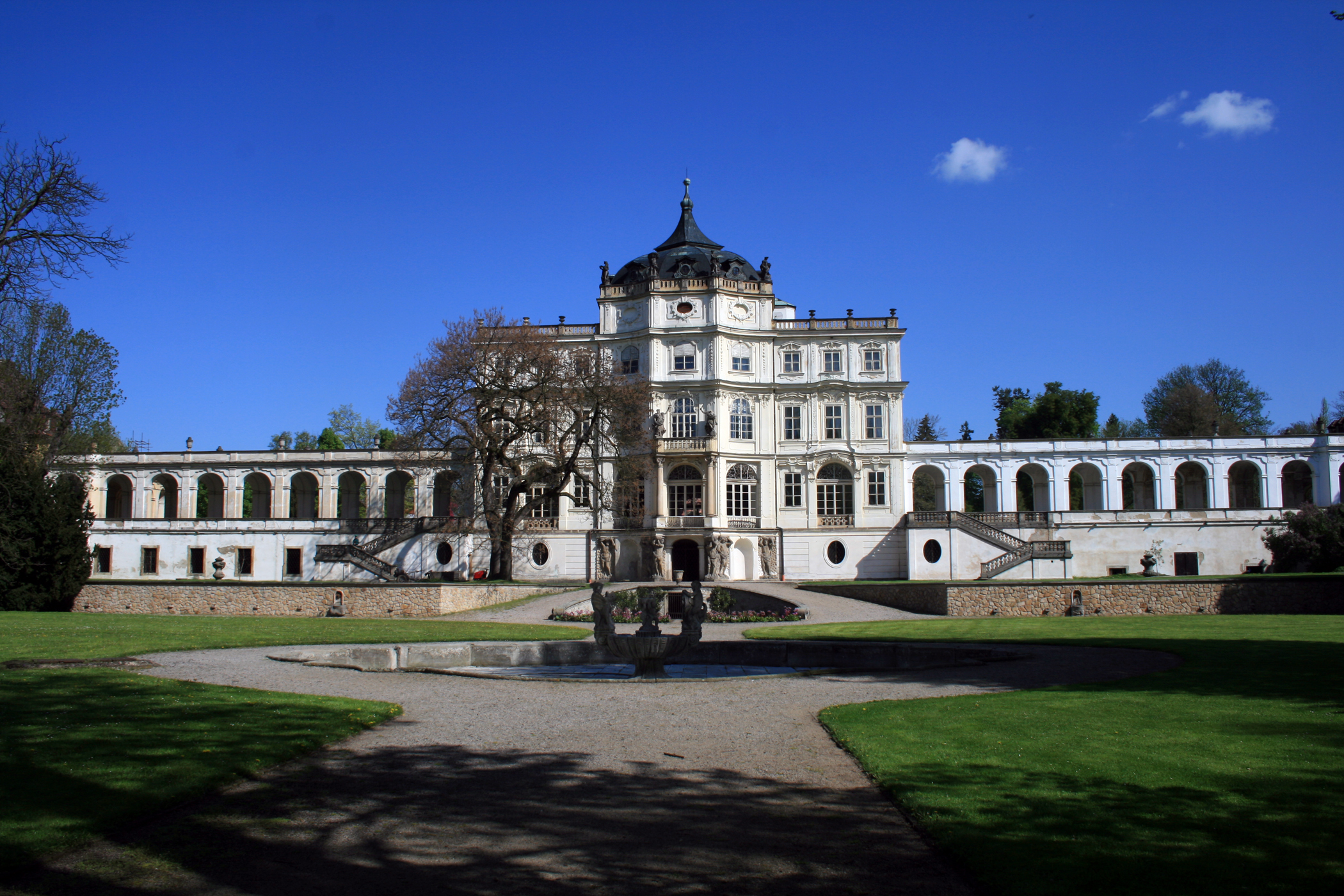
Façade du château vue du parc.

## Transports
Par la route, Ploskovice se trouve à 7 km de Litoměřice, à 23 km d'Ústí nad Labem  et à 75 km de Prague.

## Crédit d'auteurs
- (de) Cet article est partiellement ou en totalité issu de l’article de Wikipédia en allemand intitulé « Ploskovice » (voir la liste des auteurs).